# Yonda? CLUB
Yonda? CLUB（よんだくらぶ）は、新潮社によって1998年から2014年1月24日まで実施された、文庫の売り上げの増進のためのキャンペーンである。新潮文庫のカバーの末尾に付いている葡萄のマークを集めるとポイント（一冊＝一点）に応じてもれなく景品を受け取ることができる（但し、古いカバーには葡萄マークが付いていないためそういった文庫が流通していることもありうる）という仕組みになっている。景品はYonda?君というジャイアントパンダのキャラクターをデザインに取り込んだものや、文豪の写真を印刷した小物などである。2003年9月、デザイナーに100%ORANGEを迎えYonda？君のデザインも含め景品が一新された。

## Yonda?君
新潮文庫のマスコットで、パンダの格好をしている。名称は「パンダ」と「読んだ?」の語呂合わせ。新潮社のサイト内でも表記が分かれ、単に「Yonda?」や、「Yonda?くん」とされているページもある。
スクリーンセーバーや壁紙なども配布されており、Yonda?CLUBの賞品のピンバッジやマグカップなどにもついている。なお、初代Yonda?くんのデザイナーは大貫卓也氏である。

## 受け取り方法
ほしい景品に応じた枚数の葡萄マークを集める。専用ページで応募用紙をダウンロードするか、書店で配布される景品のカタログには応募用のはがきが付いているのでそれに葡萄マークを貼り、新潮社新潮文庫Yonda? CLUB事務所に80円切手を貼り郵送する。その後大体4ヶ月で景品が送られてくる。

## 2003年～2005年9月の特典
- 5点
  - Yonda? ぷっくりシール
- 10点
  - Yonda? ブックチャーム（2004年の夏の100冊キャンペーンで行った応募者全員サービスの特典、ブックチャームとは別物）
  - Yonda? トランプ
  - Yonda? ビデオ
- 20点
  - Yonda? マグカップ
  - Yonda? キーチェーン
  - Yonda? ブックカバー
- 30点
  - Yonda? キャラクター人形
  - Yonda? トートバッグ
  - Yonda? 絵本『Z.Z.ZOO』
  - 文豪リストウォッチ（夏目漱石,太宰治,川端康成の三種類）
- 50点
  - Yonda? リストウォッチ
  - Yonda? クッション
- 100点
  - Yonda? ハーブティー＆ポット
  - Yonda? ぬいぐるみ

## 2005年9月～の特典
- 5点
  - Yonda? ピンバッジ
- 10点
  - Yonda? ヒーリングCD
  - Yonda? DVD
  - Yonda? ガムテープ
- 20点
  - Yonda? マグカップ&フリップブック
  - Yonda? ブックカバー
- 30点
  - Yonda? キャンバスバッグ
  - Yonda? キャラクター人形
  - Yonda? 絵本『Z.Z.ZOO』
  - 文豪リストウォッチ（夏目漱石,太宰治,川端康成の三種類）
- 50点
  - Yonda? リストウォッチ
- 100点
  - Yonda? ぬいぐるみ

## 2009年頃の特典
- 10点
  - Yonda? アニメーションDVD
  - Yonda? ムービー『パンダが本を読んだお話』
- 20点
  - Yonda? マグカップ
  - Yonda? ブックカバー
- 30点
  - Yonda? 絵本『Z.Z.ZOO』
- 50点
  - 文豪リストウォッチ（二代目）
- 100点
  - リサ・ラーソン作 Yonda? 陶器人形